# 가루베 지온
가루베 지온(輕部慈恩, 1897년 ~ 1970년)은 일본의 고고학자, 도굴꾼, 교육자이다.

## 생애
일본 야마가타현 니시무라야마 군(西村山郡) 다이고 촌(醍醐村) 지온사(慈恩寺)에서 가루베 집안 넷째 아들로 태어났다. 본명은 가루베 게이시로지만, 나중에 출생지의 이름을 따서 이름을 바꿨다. 와세다대학교 국한과 졸업 후 1925년 3월 조선 땅을 처음 밟았다. 1927년 공주공립고등보통학교(현재의 공주고등학교) 일본어 교사로 부임한 것을 계기로 송산리 고분 등 백제 고분 1천기를 도굴했다.

## 저서
- 百済遺跡の研究

## 같이 보기
- 공주 송산리 6호분